# Koshi Inaba LIVE 2016 〜enIII〜
《Koshi Inaba LIVE 2016 〜enIII〜》是日本音樂組合B'z的主唱稻葉浩志的第4張影像作品。於2016年8月3日由VERMILLION RECORDS發行。

## 概要
本作是在第5張SOLO單曲發售後，自2016年1月16日起至3月6日舉行的巡迴演唱會『Koshi Inaba LIVE 2016 〜enIII〜』中，完整收錄了3月6日的日本武道館最終日公演模樣的影像作品。此外，作為Bonus Track收錄了6首每日替換曲。
於初回生產量中附屬了收錄演唱會後台等未公開寫真的小冊子，成為了以三面書架盒規格呈現。
在附屬小冊子中，刊登了的歌詞，相關作品僅被刊登於本作中。

## 成員
- 稻葉浩志：主唱、吉他、藍調口琴
- 大島こうすけ（日语：大島こうすけ）：鍵盤
- Corey McCormick：貝斯
- Duran（英语：Duran (Japanese musician)）：吉他
- SATOKO：爵士鼓
- JUON：吉他

## 收錄影像曲

### Tour Final 日本武道館公演
1. 2年前所舉辦的『Koshi Inaba LIVE 2014 〜en-ball〜』的謝幕曲SE，在本巡演中是演唱會首次演奏。
2. 演唱會首次演奏。
3. （唇）
自『Inaba Koshi LIVE 2004 〜en〜』以來睽違12年演奏。
4. 演唱會首次演奏。與被每日替換演奏，但僅武道館公演兩曲皆被演奏了。
5. 自『Inaba Koshi LIVE 2004 〜en〜』以來睽違12年演奏。
6. （草約）
7. （今宵與你）
自第1段副歌起，於舞台左右花道登場觀眾。
8. （彈跳世界）
9. 自『Inaba Koshi LIVE 2004 〜en〜』以來睽違12年演奏。
10. 演奏前由播放稻葉的朗讀（日语：朗読）連結到本曲前奏。
11. 由JUON的吉他獨奏連結到本曲前奏。
12. 演唱會首次演奏。在間奏中進行了呼喊＆回應（日语：コール&レスポンス）（Call and Response）。
13. 由Corey McCormick的貝斯獨奏連結到本曲前奏。
14. 本編最終曲目。
15. （氣球）
從此處開始安可。自『B'z LIVE-GYM Pleasure'97 -FIREBALL-』以來睽違19年演奏，在自身的SOLO演唱會上則是首次演奏。
16. （到遠方）
17. （無愛之路）
自『Inaba Koshi LIVE 2004 〜en〜』以來，被作為安可最終曲目演奏。

在片尾職員列表軸中使用了作為本巡演謝幕曲SE所播放的未發表曲（標題不明）。

### Bonus Track
1. （紅線）
僅山梨公演演奏。
2. 僅仙台公演與被替換演奏。（在之後的公演是將與每日替換演奏。）
3. 僅仙台公演與被替換演奏。
4. 演唱會首次演奏。與被每日替換演奏。
5. 僅山梨・仙台公演被作為安可最終曲目演奏。
6. 與被每日替換作為安可最終曲目演奏。

## 腳註

### 出典
1. ↑  . ORICON NEWS. Oricon.   [2020-01-19]. （原始内容存档于2016-08-06）.
2. ↑  . ORICON NEWS. Oricon.   [2020-01-19]. （原始内容存档于2020-01-02）.
3. ↑  . 音樂Natalie (Natasha). 2016-06-17  [2020-01-19]. （原始内容存档于2021-02-06）.
4. ↑  . music.jp. MTI.   [2016-10-06]. （原始内容存档于2019-02-16）.